# Ranunculus weddellii
Ranunculus weddellii är en ranunkelväxtart som beskrevs av Alicia Lourteig. Ranunculus weddellii ingår i släktet ranunkler, och familjen ranunkelväxter. Inga underarter finns listade i Catalogue of Life.